# Sindaci di Saarbrücken
Di seguito l'elenco cronologico dei sindaci di Saarbrücken e delle altre figure apicali equivalenti che si sono succedute nel corso della storia.

## Territorio del bacino della Saar (1920-1935)
| Hans Neikes | 1921 | 1935 |

## Germania nazista (1935-1945)
| Capi cittadini (Stadtoberhäupter) nominati dal governo (1935-1945) | Capi cittadini (Stadtoberhäupter) nominati dal governo (1935-1945) | Capi cittadini (Stadtoberhäupter) nominati dal governo (1935-1945) | Capi cittadini (Stadtoberhäupter) nominati dal governo (1935-1945) | Capi cittadini (Stadtoberhäupter) nominati dal governo (1935-1945) |
| Nominativo                                                         | Partito                                                            | Partito                                                            | Mandato                                                            | Mandato                                                            |
| Nominativo                                                         | Partito                                                            | Partito                                                            | Inizio                                                             | Fine                                                               |
| ------------------------------------------------------------------ | ------------------------------------------------------------------ | ------------------------------------------------------------------ | ------------------------------------------------------------------ | ------------------------------------------------------------------ |
| Ernst Dürrfeld                                                     |                                                                    | Partito Nazionalsocialista Tedesco dei Lavoratori                  | 1935                                                               | 1937                                                               |
| Fritz Schwitzgebel                                                 |                                                                    | Partito Nazionalsocialista Tedesco dei Lavoratori                  | 1937                                                               | 1945                                                               |

## Zona di occupazione francese/Protettorato della Saar (1945-1957)
| Sindaci (Bürgermeister) nominati dal comando militare statunitense (1945) | Sindaci (Bürgermeister) nominati dal comando militare statunitense (1945) | Sindaci (Bürgermeister) nominati dal comando militare statunitense (1945) | Sindaci (Bürgermeister) nominati dal comando militare statunitense (1945) | Sindaci (Bürgermeister) nominati dal comando militare statunitense (1945) |
| Nominativo                                                                | Partito                                                                   | Partito                                                                   | Mandato                                                                   | Mandato                                                                   |
| Nominativo                                                                | Partito                                                                   | Partito                                                                   | Inizio                                                                    | Fine                                                                      |
| ------------------------------------------------------------------------- | ------------------------------------------------------------------------- | ------------------------------------------------------------------------- | ------------------------------------------------------------------------- | ------------------------------------------------------------------------- |
| Heinrich Wahlster                                                         | ?                                                                         | ?                                                                         | 24 marzo 1945                                                             | 15 agosto 1945                                                            |
| Sindaci (Bürgermeister) (1945-1957)                                       |                                                                           |                                                                           |                                                                           |                                                                           |
| Nominativo                                                                | Partito                                                                   | Partito                                                                   | Mandato                                                                   | Mandato                                                                   |
| Nominativo                                                                | Partito                                                                   | Partito                                                                   | Inizio                                                                    | Fine                                                                      |
| Emil Peter Heim                                                           | ?                                                                         | ?                                                                         | 1945                                                                      | 1946                                                                      |
| Franz Maria Singer                                                        |                                                                           | Partito di Centro Tedesco                                                 | 1946                                                                      | 1949                                                                      |
| Johann Heinrich Barth                                                     | ?                                                                         | ?                                                                         | 1949                                                                      | 1949                                                                      |
| Peter Zimmer                                                              |                                                                           | Partito Socialdemocratico della Saarland                                  | 1949                                                                      | 1956                                                                      |
| Johann Ecken                                                              | ?                                                                         | ?                                                                         | 1956                                                                      | 1957                                                                      |

## Repubblica Federale di Germania (dal 1957)
| Sindaci (Oberbürgermeister) eletti dal Consiglio cittadino (1957-2001)   | Sindaci (Oberbürgermeister) eletti dal Consiglio cittadino (1957-2001) | Sindaci (Oberbürgermeister) eletti dal Consiglio cittadino (1957-2001) | Sindaci (Oberbürgermeister) eletti dal Consiglio cittadino (1957-2001) | Sindaci (Oberbürgermeister) eletti dal Consiglio cittadino (1957-2001) | Sindaci (Oberbürgermeister) eletti dal Consiglio cittadino (1957-2001) | Sindaci (Oberbürgermeister) eletti dal Consiglio cittadino (1957-2001) |
| Nominativo                                                               | Partito                                                                | Partito                                                                | Mandato                                                                | Mandato                                                                | Elezione                                                               |                                                                        |
| Nominativo                                                               | Partito                                                                | Partito                                                                | Inizio                                                                 | Fine                                                                   | Elezione                                                               |                                                                        |
| ------------------------------------------------------------------------ | ---------------------------------------------------------------------- | ---------------------------------------------------------------------- | ---------------------------------------------------------------------- | ---------------------------------------------------------------------- | ---------------------------------------------------------------------- | ---------------------------------------------------------------------- |
| Fritz Schuster                                                           |                                                                        | Partito Democratico della Saar (1957-1970)                             | 1957                                                                   | 1976                                                                   | –                                                                      |                                                                        |
| Fritz Schuster                                                           | Unione Cristiano-Democratica di Germania (1970-1976)                   |                                                                        | 1957                                                                   | 1976                                                                   | –                                                                      |                                                                        |
| Oskar Lafontaine                                                         |                                                                        | Partito Socialdemocratico di Germania                                  | 1976                                                                   | 1985                                                                   | –                                                                      |                                                                        |
| Hans-Jürgen Koebnick                                                     |                                                                        | Partito Socialdemocratico di Germania                                  | 1985                                                                   | 1991                                                                   | –                                                                      |                                                                        |
| Hajo Hoffmann                                                            |                                                                        | Partito Socialdemocratico di Germania                                  | 1991                                                                   | 2001                                                                   | –                                                                      |                                                                        |
| Sindaci (Oberbürgermeister) eletti direttamente dai cittadini (dal 2001) |                                                                        |                                                                        |                                                                        |                                                                        |                                                                        |                                                                        |
| Nominativo                                                               | Partito                                                                | Partito                                                                | Mandato                                                                | Mandato                                                                | Elezione                                                               |                                                                        |
| Nominativo                                                               | Partito                                                                | Partito                                                                | Inizio                                                                 | Fine                                                                   | Elezione                                                               |                                                                        |
| Hajo Hoffmann                                                            |                                                                        | Partito Socialdemocratico di Germania                                  | 2001                                                                   | 2002                                                                   | Elezione 2001                                                          |                                                                        |
| Kajo Breuer                                                              |                                                                        | Alleanza 90/I Verdi                                                    | 2002                                                                   | 2004                                                                   | Elezione 2001                                                          |                                                                        |
| Charlotte Britz                                                          |                                                                        | Partito Socialdemocratico di Germania                                  | 2004                                                                   | 2011                                                                   | Elezione 2004                                                          |                                                                        |
| Charlotte Britz                                                          | 2011                                                                   | Partito Socialdemocratico di Germania                                  | 30 settembre 2019                                                      | Elezione 2011                                                          |                                                                        |                                                                        |
| Uwe Conradt                                                              |                                                                        | Unione Cristiano-Democratica di Germania                               | 1º ottobre 2019                                                        | in carica                                                              | Elezione 2019                                                          |                                                                        |